# Jacinda Ardern
Jacinda Kate Laurell Ardern (wym. dʒəˈsɪndə ˈɑːrdɜːrn; ur. 26 lipca 1980 w Hamilton) – nowozelandzka polityczka, od 26 października 2017 do 25 stycznia 2023 roku premier Nowej Zelandii.

## Życiorys
Urodziła się w mormońskiej rodzinie jako młodsza z dwóch córek. Jej ojciec był z zawodu policjantem, a matka pracownicą szkolnej stołówki. Dzieciństwo spędziła na wsi. Uczyła się w Morrinsville College, gdzie udzielała się w szkolnym samorządzie i uczniowskiej gazetce, po czym ukończyła studia na Uniwersytecie Waikato w 2001 i rozpoczęła pracę w biurze premier Helen Clark. W czasie studiów została agnostyczką. Polityką zainteresowała się za sprawą ciotki Marie Ardern, działaczki Partii Pracy. W następnych latach wyjechała za granicę, gdzie m.in. była w Nowym Jorku wolontariuszką w kuchni dla bezdomnych, pracowała również jako doradczyni brytyjskiego premiera Tony’ego Blaira.
W 2008 została wybrana do nowozelandzkiego parlamentu. 1 marca 2017 została wiceprzewodniczącą Nowozelandzkiej Partii Pracy po rezygnacji Andrew Little’a, a 1 sierpnia 2017 objęła kierownictwo partii. Objęła partię po trzech kadencjach w opozycji. W swojej kampanii skupiła się na nierównościach społecznych tj. budownictwie socjalnym, ograniczeniu ubóstwa dzieci, transformacji energetycznej, podniesienia płacy minimalnej, zwiększeniu nakładów na opiekę zdrowotną i bezpłatnych studiach. W wyborach parlamentarnych jej partia uzyskała 36,89%, co stanowiło drugi wynik. Partia Pracy zdecydowała się na utworzenie koalicyjnego rządu, a Ardern 23 września 2017 objęła urząd premier Nowej Zelandii. Została zaprzysiężona 26 października 2017, będąc najmłodszą od 1856 osobą pełniącą tę funkcję.
Wkrótce po objęciu urzędu zakazała poszukiwań ropy i gazu na morzach terytorialnych Nowej Zelandii, podniosła płace minimalne o 5%, zaczęła obniżać opłaty za studia, wprowadziła płatny urlop dla ofiar przemocy domowej i wydłużyła urlop rodzicielski dla kobiet.
21 czerwca 2018 urodziła w szpitalu w Auckland córkę, której wraz z partnerem nadali imiona: irlandzkie Neve (wywodzące się od słowa jasna) oraz maoryskie Te Aroha (oznaczające miłość). Została drugą kobietą na świecie, która urodziła dziecko w trakcie sprawowania urzędu premiera (po pakistańskiej premier Benazir Bhutto). Po narodzinach dziecka wzięła sześciotygodniowy urlop macierzyński, w czasie którego obowiązki premiera wykonywał wicepremier Winston Peters. Trzymiesięczne dziecko towarzyszyło jej we wrześniu podczas obrad Zgromadzenia Ogólnego ONZ.
Partnerem Jacindy Ardern jest Clarke Gayford, autor telewizyjnego programu wędkarskiego.
19 stycznia 2023 ogłosiła swoją rezygnację ze stanowiska premier Nowej Zelandii oraz przewodniczącej Partii Pracy, do której doszło sześć dni później. Na obu stanowiskach zastąpił ją Chris Hipkins.